# آن إيزابلا ملبانك
آن إيزابلا ملبانك (بالإنجليزية:Anne Isabella Noel Byron) (ولدت في 17 مايو 1792 - 16 مايو 1860) البارونة الحادية عشرة من عائلة وينتو، هي زوجة الشاعر جورج غوردون بايرون أو اللورد بايرون شاعر بريطاني من رواد الشعر الرومانسي. ووالدة آدا لوفلايس عالمة رياضيات إنكليزية وكاتبة عرفت بشكل أساسي لعملها على المحرك التحليلي وهو من أوائل الكومبيوترات الميكانيكية ذات الأغراض العامة لتشارلز بابيج (والذي يعد من أوائل الحواسيب)

## وصلات خارجية
- آن إيزابلا ملبانك على موقع الموسوعة البريطانية (الإنجليزية)

1. ↑  "معلومات عن آن إيزابلا ملبانك على موقع collection.britishmuseum.org". collection.britishmuseum.org.[وصلة مكسورة]
2. ↑  "معلومات عن آن إيزابلا ملبانك على موقع openplaques.org". openplaques.org. مؤرشف من الأصل في 2020-08-08.
3. ↑  "معلومات عن آن إيزابلا ملبانك على موقع snaccooperative.org". snaccooperative.org. مؤرشف من الأصل في 2019-08-30.